# Абдуллаев, Багаудин Юсупович
Багаудин Юсупович Абдуллаев — сотрудник Министерства внутренних дел Российской Федерации, подполковник милиции, погиб при исполнении служебных обязанностей во время Второй чеченской войны, кавалер ордена Мужества (посмертно).

## Биография
Багаудин Юсупович Абдуллаев родился 26 февраля 1960 года в селе Аялизимахи Сергокалинского района Дагестанской Автономной Советской Социалистической Республики. С отличие окончил среднюю школу в селе Урахи Сергокалинского района. В 1978 году уехал в Махачкалу, где поступил на исторический факультет Дагестанского государственного университета. В 1983 году завершил учёбу, получив специальность учителя истории. Работал в школе в своём родном селе Аялизимахи.
В 1987 году Абдуллаев поступил на службу в органы внутренних дел СССР, начав её с должности оперуполномоченного уголовного розыска и пройдя путь до заместителя начальника Каспийского городского отдела милиции. При его непосредственном участии были раскрыты десятки преступлений, привлечено к ответственности значительное число преступников.
Вторжение незаконных вооружённых формирований из Чечни на территорию Республики Дагестан Абдуллаев встретил в Каспийске. Вместе со своими сослуживцами он принимал активное участие в оказании сопротивления сепаратистам. 2 сентября 1999 года Абдуллаеву было поручено сформировать и подготовить группу сотрудников Каспийского городского отдела милиции которой предстояло провести зачистку села Чабанмахи Буйнакского района Республики Дагестан, где, по имеющимся данным, находились боевики. Действовать они должны были во взаимодействии с бойцами Отряда милиции особого назначения. Когда находившиеся в первых рядах омоновцы попали в засаду боевиков и были отрезаны от своих товарищей, каспийские милиционеры пришли к ним на выручку, попытавшись прорваться сквозь кольцо окружения. Им удалось прорвать кольцо окружения и освободить державших круговую оборону бойцов ОМОН. В том бою Абдуллаев погиб.
Указом Президента Российской Федерации подполковник милиции Багаудин Юсупович Абдуллаев посмертно был удостоен ордена Мужества.

## Память
- В честь Абдуллаева названы бульвар в городе Каспийске[6] и улица в Махачкале[7].
- Имя Абдуллаева носит школа в его родном селе Аялизимахи Сергокалинского района Республики Дагестан[8].
- В память об Абдуллаеве и погибшем в том же бою сотруднике Каспийского горотдела внутренних дел младшем сержанте милиции Усманилаве Усманилаеве регулярно проводятся памятные мероприятия[9].